# Kawle Górne
Kawle Górne (dodatkowa nazwa w j. kaszub. Górné Kawle) – kolonia kaszubska w Polsce, położona w województwie pomorskim, w powiecie kartuskim, w gminie Przodkowo.
| SIMC    | Nazwa       | Rodzaj        |
| ------- | ----------- | ------------- |
| 0169704 | Kawle Dolne | część kolonii |
| 0169710 | Piekło      | część kolonii |

W latach 1975–1998 miejscowość administracyjnie należała do województwa gdańskiego.